# 呂一奏
吕一奏（？—？），號九初，山东青州府诸城县人。

## 生平
萬曆乙酉（1585年）十一月初五日生。万历四十六年（1618年）戊午科山东乡试第七名举人，四十七年（1619年）联捷己未科會試二百九十九名，殿试三甲一百三十二名進士，兵部觀政，授北直宁晋县知县，天啓二年調真定縣，三年升户部陕西司督饷主事，四年管崇文门课税，五年京察去職。

## 家族
曾祖吕秀。祖父吕经。父吕希孟。